# Monasterio San Bartolomé en San Sebastián
El Monasterio de San Bartolomé en San Sebastián (España) fue fundado por las Canonesas Regulares de San Agustín sobre el cerro de San Bartolomé.
El documento más antiguo que hace mención  al  monasterio es una Bula del año 1250  promulgada por el Papa Inocencio IV, aunque algunos estudios afirman que las religiosas de San Agustín se instalaron sobre un Monasterio anterior.
El monasterio servía de baluarte y trinchera en las numerosas guerras que vivieron  y era la puerta de la ciudad, donde paraban los viajeros que a ella llegaban.
En 1834, con el desarrollo de la primera guerra carlista, quedó convertido en ruinas y en su lugar se edificó en 1866 el Colegio Religioso de la Compañía de María. El Monasterio pasó a acoger la primera escuela femenina gratuita de la ciudad, la iniciativa fue promovida principalmente por el abogado José Lázaro de Egaña y Jacoba de Balzola. En un principio Jacoba había ofrecido su casa de campo, la villa Chillardegui en el Antiguo, para acoger la escuela pero finalmente por motivos de cercanía a la ciudad, la compañía se instaló en el Monasterio. A través de su amigo el Padre Antonio Claret, confesor de la reina Isabel II, consiguieron el 24 de enero de 1868 la Real Orden que se necesitaba para fundar la escuela.

## Historia
En el cerro de San Bartolomé es probable que hubiera desde tiempo inmemorial un Monasterio, algunos afirman que desde los días de Fortún Garcés de Navarra en el año 891.
El primer documento sobre el monasterio data del año 1250 sobre una bula concedida por el Papa Inocencio IV.  
Se conservaba el cuerpo incorrupto de la  Madre Leonor de Calvo, fundadora del Convento, que se encontró en el año 1325, ignorándose cuando murió.
En 1300 sufrieron el ataque e incendio del monasterio por los piratas.
En 1565 hubo un nuevo incendio que destruyó parte del convento.
En el siglo XVIII, los franceses quemaron el Monasterio  así como los caseríos de las Canónigas, que tuvieron que refugiarse en Vitoria. De nuevo en el convento, tuvieron que salir por orden de Napoleón siendo acogidas por las Franciscanas de Zarauz.
En el asedio a San Sebastián por las tropas anglo-portuguesas de 1813, la primera línea defensiva de la ciudad pasaba por el cerro de San Bartolomé. El primer objetivo del ejército atacante fue la captura del  monasterio sobre el cerro que culminó tras un asalto el 17 de julio.
Tas la derrota  francesa en la guerra de la Independencia, las religiosas volvieron a San Bartolomé pero abandonaron el convento en 1822 por orden del Gobierno constitucional, acogiéndose en el de las Dominicas del Antiguo, para volver a San Bartolomé en 1823.
En 1834, con motivo de la primera guerra carlista, las monjas abandonaron definitivamente el monasterio que quedó en ruinas.
Años después, en 1866, la Compañía de María fundó un colegio sobre las ruinas del monasterio de San Bartolomé.
En definitiva, el Monasterio de San Bartolomé fue probablemente,  junto con el Monasterio de San Sebastián en el barrio del Antiguo, los núcleos germinales de San Sebastián. Posteriormente, en el año 1180, Sancho el Sabio fundó la ciudad que se desarrolló a los pies del monte Urgull con su puerto comercial más importante situado en el arenal de Santa Catalina.
La ciudad de San Sebastián dedicó una calle al Monasterio.
De los miles de vivencias personales que pasaron por el Monasterio, cabe destacar la protagonizada por Catalina de Erauso. Fue recluida en el convento y a los 15 años de edad, el 18 de marzo de 1600 se escapó disfrazada de hombre al ver que no tenía vocación.